# Desportivo Ribeira Brava

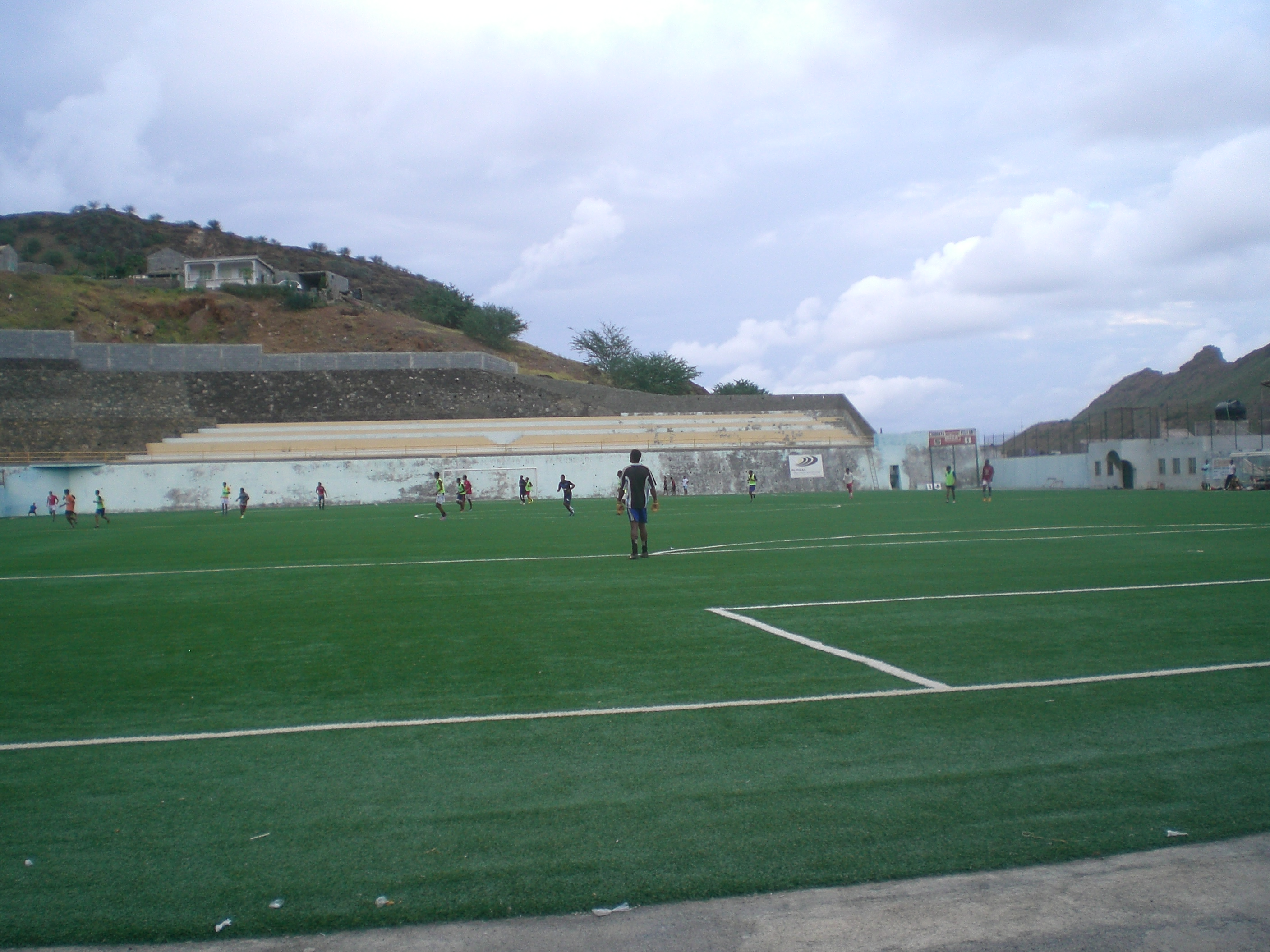
Estádio João de Deus Lopes da Silva, het stadion van Clube Desportivo Ribeira Brava

Clube Desportivo Ribeira Brava is een Kaapverdische voetbalclub. De club speelt in de São Nicolau Eiland Divisie, op Ribeira Brava in São Nicolau, waarvan de kampioen deelneemt aan het Kaapverdisch voetbalkampioenschap, de eindronde om de landstitel.

## Erelijst
São Nicolau Eiland Divisie
2004/05, 2005/08, 2009/10